# Gongsun
Gongsun (spreek uit als [Ggong Sun]) is een Chinese familienaam. Deze achternaam staat in de Baijiaxing. De voorouders van mensen met de achternaam Gongyang hadden oorspronkelijk de achternaam Gongsun. De achternaam stamt uit de Periode van Lente en Herfst.
- Vietnamees: Công Tôn
- Koreaans: Gong Son (공손)

## Bekende personen met de naam Xu of She
- Gongsun Xuanyuan
- Gongsun Zan
- Gongsun Xu, zoon van Gongsun Zan
- Gongsun Fan, neef van Gongsun Zan
- Gongsun Yue, jongere halfbroer van Gongsun Zan
- Gongsun Du
- Gongsun Kang, zoon van Gongsun Du
- Gongsun Gong, zoon van Gongsun Du
- Gongsun Yuan, zoon van Gongsun Kang
- Gongsun Long
- Gongsun Qiao
- Gongsun Sheng
- Gongsun Lü'e
- Gongsun Ce